# Paulo Segadães
Paulo Segadães (geb. vor 1997) ist ein portugiesischer Fotograf, Kameramann und Schlagzeuger. Er ist als Rockschlagzeuger, Kameramann, Mode- und Musikfotograf gleichermaßen bekannt.

## Leben
Er spielte Gitarre bei der Straight Edge-HC-Band X-Acto und Schlagzeug bei der danach aus X-Acto vorgegangenen HC/Rock-Band The Vicious Five. Parallel widmete er sich zunehmend der Fotografie und der Filmkamera.
Als Musikfotograf arbeitete er u. a. mit der Fadosängerin Ana Moura, und er drehte eine Reihe Musikvideos, u. a. für David Fonseca und The Legendary Tigerman. Den Tigermann begleitet er gelegentlich auch als Schlagzeuger, so auf dessen True-Tour 2014 durch Europa.